# Michałów-Lecznica
Michałów-Lecznica – część miasta Starachowice. Leży na południu miasta, u zbiegu ulic Turystycznej i Ostrowieckiej.